# Cloetta Juleskum

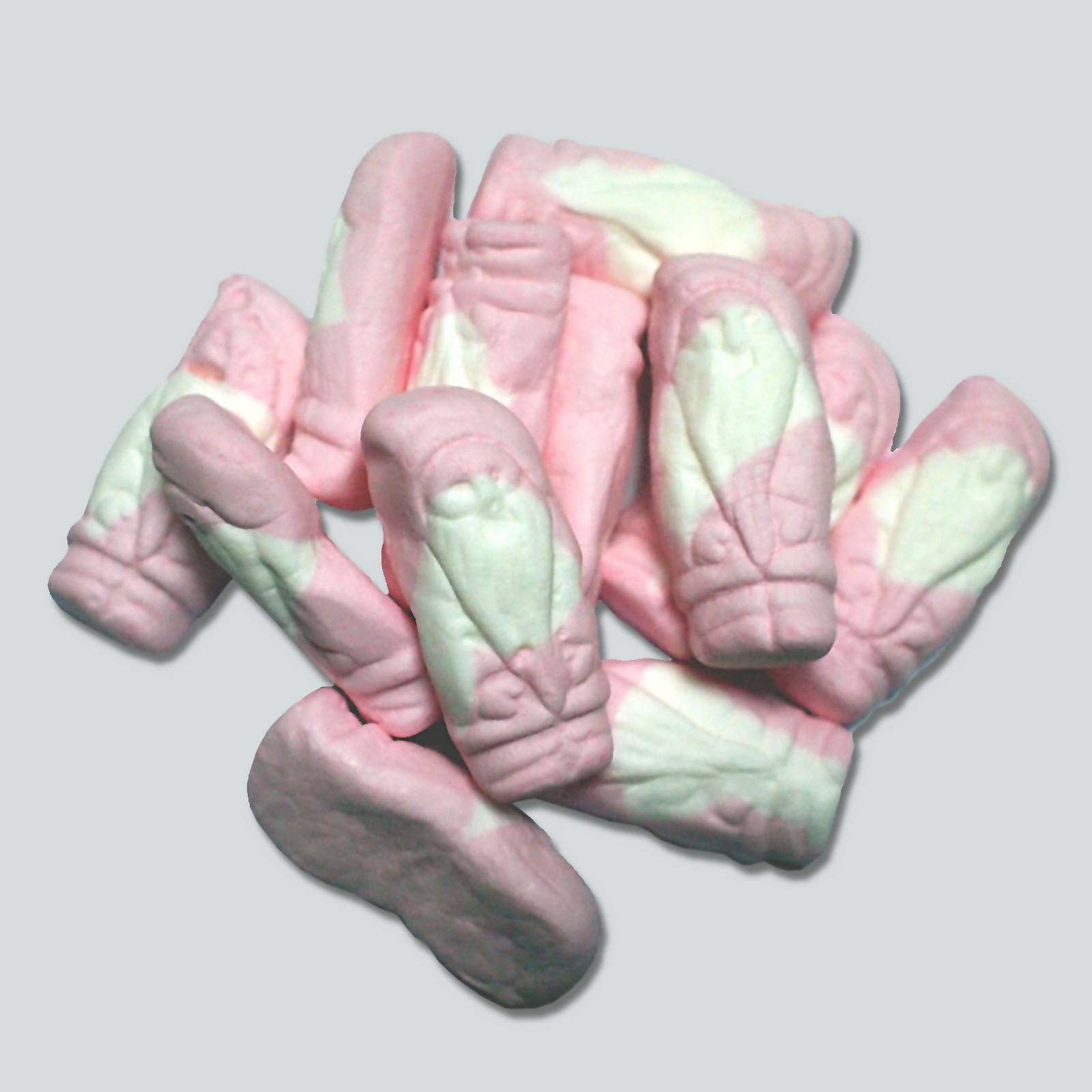
Juleskum original.

Cloetta Juleskum är ett skumgodis som tillverkas av Cloetta AB och säljs kring jul. Originalet består av tvåfärgade skumjultomtar med jordgubbssmak. Juleskum finns i två storlekar och även i en chokladdoppad variant.
Cloetta har tillverkat skumjultomtar sedan 1934, men det var först under 1960-talet som produkten började likna dagens Juleskum; då i något annorlunda förpackningar.
Tillverkningen sker maj–december. Årligen tillverkar Cloetta ungefär 200 miljoner tomtar, vilket motsvarar 1 200 ton. Försäljning sker främst i Sverige, men Juleskum säljer bra även i Norge och Danmark. Juleskum säljs i olika påsstorlekar, i burk, styckvis och i lösvikt.

## Tillfälliga utgåvor

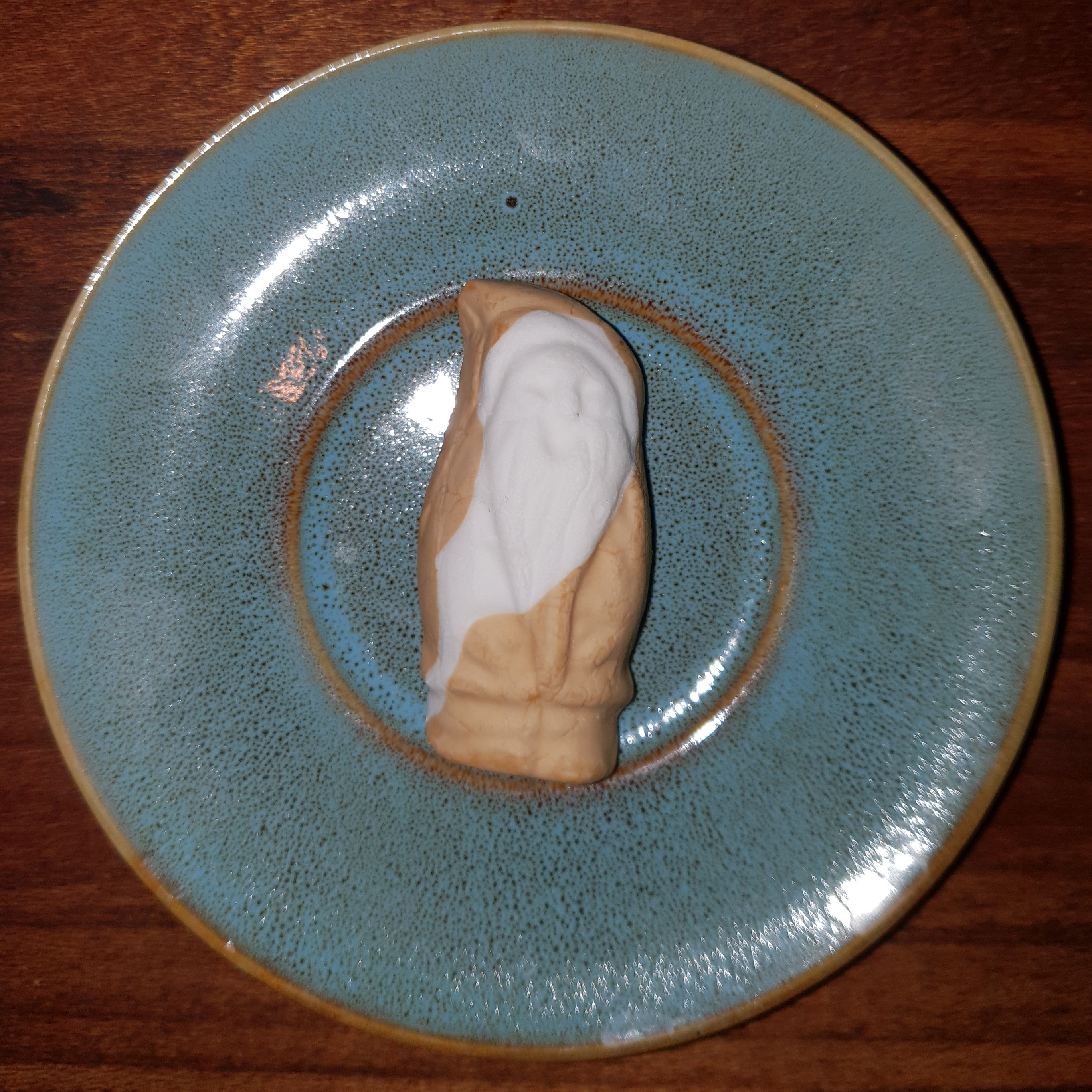
Juleskum Kola, 2018 års smak.

År 2011 började juleskum även säljas med en årgångssmak kring varje jul. Vintern 2020 såldes utöver årets smak även Juleskum Granar av vaniljskum och fruktgelé. Vissa år släpps tillfälliga sommarutgåvor med namnet Juliskum.

### Julutgåvor
- 2011 – Polka
- 2012 – Vinteräpple
- 2013 – Knäck
- 2014 – Pepparkaka
- 2015 – Clementin
- 2016 – Tomtegröt och kanel
- 2017 - Lingon
- 2018 – Kola
- 2019 – Polka
- 2020 – Blåbär
- 2021 – Äpple och kanel[2]
- 2022 – X-mas Cola
- 2023 – Banana caramel
- 2024 - Santa's Pearadise[3][4]

### Sommarutgåvor
- 2012 – Juliskum: päronglass och cola
- 2023 – Juliskum: hallon och ananas